# 水上庄
水上庄為台灣日治時期1920年至1945年間存在之行政區，轄屬台南州嘉義郡。今嘉義縣水上鄉。

## 行政區劃
水上庄在清治時期及日治時期初期屬嘉義西堡、柴頭港堡、下茄苳南堡的43庄。於1895年8月，屬臺灣民政支部嘉義出張所；1896年4月改隸臺南縣；1897年6月隸屬嘉義縣，1898年6月改隸臺南縣，1901年11月改隸嘉義廳直屬、鹽水港廳店仔口支廳。1904年2月及4月，嘉義廳及鹽水港廳實施街庄整併，整併為以下16街庄：
- 嘉義西堡：湖仔內庄、崎仔頭庄、水堀頭街、十一指厝庄、南靖庄、外溪洲庄、柳仔林庄
- 柴頭港堡：大堀尾庄、下塗溝庄、大崙、巷口庄、粗溪庄、下藔庄
- 下茄苳南堡：番仔藔庄、牛稠埔庄、三界埔庄

1909年10月，鹽水港廳北部併入嘉義廳。1920年10月1日，原堡里之行政區廢除，街庄改為大字；「水堀頭」改稱「水上」，並將上述16街庄合併臺南州嘉義郡「水上庄」，庄轄域內分為水上、湖子內、崎子頭、十一指厝、南靖、外溪洲、柳子林、大堀尾、下塗溝、大崙、巷口、粗溪、下寮、番子寮、牛稠埔、三界埔等16個大字。
二戰後，湖子內大字在1948年7月5日劃入嘉義市所轄。
| 1900年11月                                       | 1904年4月             | 1904年4月 | 1920年10月 | 1920年10月 | 1948年 |
| ------------------------------------------------ | --------------------- | --------- | ---------- | ---------- | ------ |
| 湖仔內                                           | 水堀頭區 (屬嘉義廳)   | 湖仔內    | 水上       | 湖子內     | 嘉義市 |
| 水堀頭街、店仔後庄、吳竹仔腳、灣潭仔               | 水堀頭區 (屬嘉義廳)   | 水堀頭街  | 水上       | 水上       | 水上鄉 |
| 崎仔頭、內溪洲                                   | 水堀頭區 (屬嘉義廳)   | 崎仔頭    | 水上       | 崎子頭     | 水上鄉 |
| 十一指厝庄、頂過溝庄、下過溝、卓標、圍仔內           | 水堀頭區 (屬嘉義廳)   | 十一指厝  | 水上       | 十一指厝   | 水上鄉 |
| 南靖庄、頂樹頭庄、下樹頭、後藔、溪底藔               | 水堀頭區 (屬嘉義廳)   | 南靖      | 水上       | 南靖       | 水上鄉 |
| 外林、外溪洲                                     | 水堀頭區 (屬嘉義廳)   | 外溪洲    | 水上       | 外溪洲     | 水上鄉 |
| 柳仔林                                           | 水堀頭區 (屬嘉義廳)   | 柳仔林    | 水上       | 柳子林     | 水上鄉 |
| 大堀尾、江竹仔腳                                 | 柴頭港區 (屬嘉義廳)   | 大堀尾    | 水上       | 大堀尾     | 水上鄉 |
| 下塗溝、頂塗溝                                   | 柴頭港區 (屬嘉義廳)   | 下塗溝    | 水上       | 下塗溝     | 水上鄉 |
| 大崙、二重溝                                     | 柴頭港區 (屬嘉義廳)   | 大崙      | 水上       | 大崙       | 水上鄉 |
| 巷口、老店                                       | 柴頭港區 (屬嘉義廳)   | 巷口      | 水上       | 巷口       | 水上鄉 |
| 粗溪、鹿仔陷                                     | 柴頭港區 (屬嘉義廳)   | 粗溪      | 水上       | 粗溪       | 水上鄉 |
| 下藔庄、新厝庄、頂厝、鴿溪藔、田中央                 | 柴頭港區 (屬嘉義廳)   | 下藔      | 水上       | 下寮       | 水上鄉 |
| 紅毛藔庄、檳榔樹角庄、石仔硄庄、半月中、番仔藔、下菜園 | 番仔寮區 (屬鹽水港廳) | 番仔藔    | 水上       | 番子寮     | 水上鄉 |
| 牛稠埔                                           | 番仔寮區 (屬鹽水港廳) | 牛稠埔    | 水上       | 牛稠埔     | 水上鄉 |
| 三界埔                                           | 番仔寮區 (屬鹽水港廳) | 三界埔    | 水上       | 三界埔     | 水上鄉 |

## 庄長
- 沈堤元：1920年至1921年
- 賴深淵：1922年至1924年
- 藤本銀次郎：1925年至1928年（曾任鹽水港廳、臺南廳、臺南州稅務課屬(屬為州廳課長級之官階)）
- 黃靖卿：1929年至1932年（曾任水堀頭區長）
- 畑山丑藏：1933年至1945年（曾任嘉義、北門、斗六郡警察課警部）[5]

## 人口
| 大字別   | 內地人 | 臺灣人 | 中華民國人 | 小計   |
| -------- | ------ | ------ | ---------- | ------ |
| 湖子內   | 3      | 1,524  |            | 1,527  |
| 崎子頭   |        | 910    |            | 910    |
| 水上     | 42     | 1,935  | 4          | 1,981  |
| 十一指厝 | 13     | 1,483  | 7          | 1,503  |
| 南靖     | 472    | 1,800  |            | 2,272  |
| 外溪洲   | 56     | 1,593  | 1          | 1,650  |
| 柳子林   | 8      | 1,431  | 3          | 1,442  |
| 大堀尾   | 7      | 682    |            | 689    |
| 下塗溝   |        | 612    |            | 612    |
| 大崙     | 7      | 1,157  |            | 1,164  |
| 巷口     |        | 831    |            | 831    |
| 粗溪     |        | 486    |            | 486    |
| 下寮     | 15     | 940    |            | 955    |
| 番子寮   | 3      | 1,473  |            | 1,476  |
| 牛稠埔   |        | 719    |            | 719    |
| 三界埔   | 5      | 1,989  |            | 1,994  |
| 小計     | 631    | 19,565 | 15         | 20,211 |

## 交通

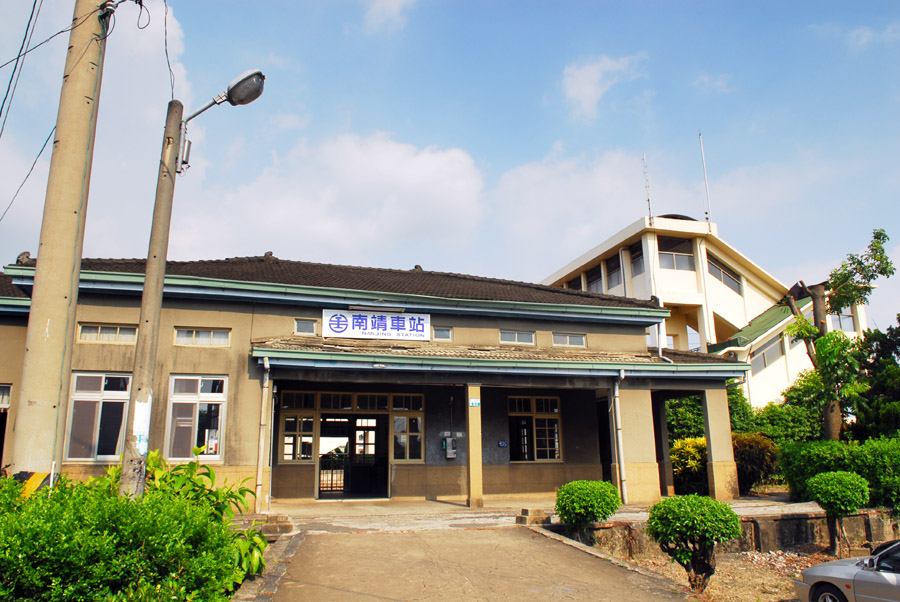
1943年落成的南靖車站

- 水上車站
- 南靖車站1943年落成的南靖車站
- 嘉義飛行場

## 設施
- 水上庄役場
- 南靖郵便局
- 警察官吏派出所：水上、南靖、柳子林、三界埔派出所[7]
- 水上農業補習學校
- 南靖尋常高等小學校→南靖國民學校（今南靖國小）
- 水上公學校→水上國民學校（今水上國小）
- 大崙公學校→水上西國民學校（今大崙國小）
- 水上公學校湖子內分教場→柳子林國民學校（今柳林國小）

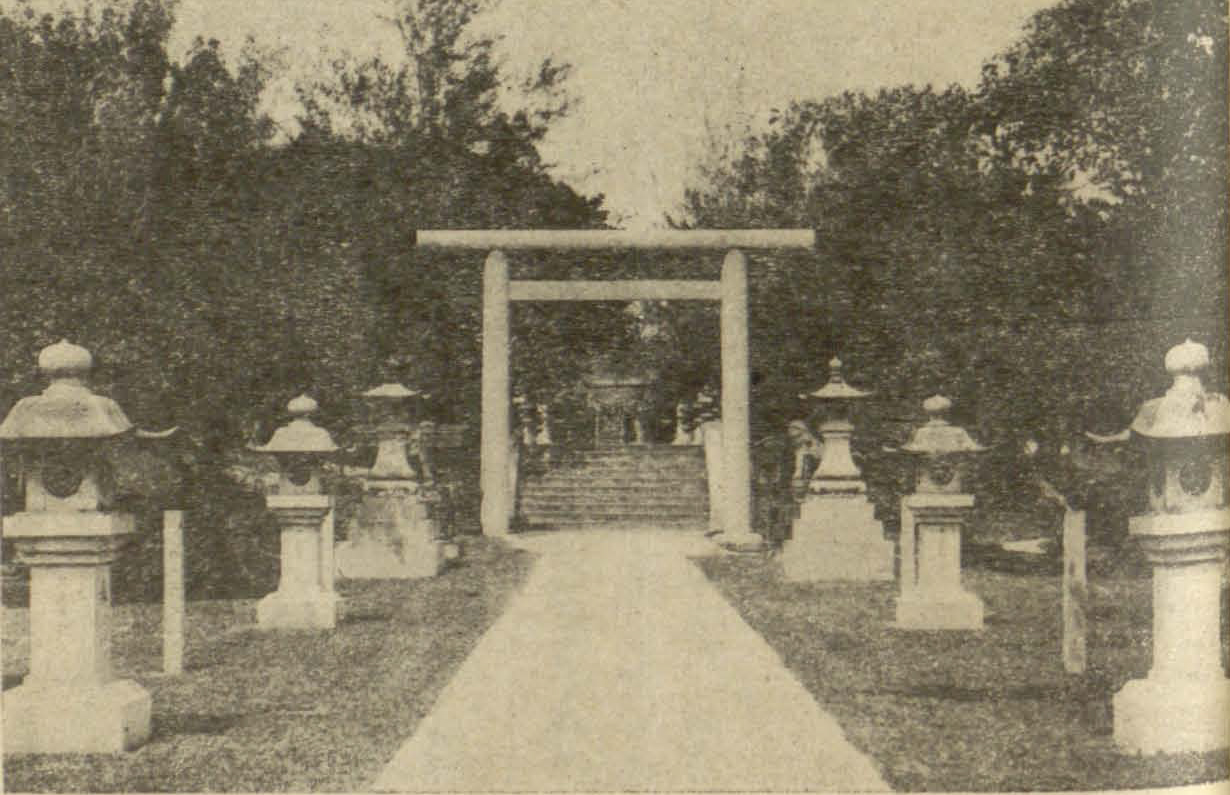
南靖糖廠內的南靖神社

- 三界埔國民學校（今忠和國小）
- 南靖神社南靖糖廠內的南靖神社

- 明治製糖南靖製糖所（南靖糖廠）
- 水上信用組合（今水上鄉農會）
- 臺灣電力株式會社水上變電所
- 日東商船組水上支店
- 臺灣倉庫株式會社水上出張所
- 嘉義北回歸線標誌